# 장달명
장달명(張達明; 1964년~)는 중국 출신의 영화 배우이다.

## 출연 작품
- 아임 리빈 잇 (2019)
- 루 (2013)
- 초류향 (2012)
- 신마도시부운 (2012)
- 시공을 초월한 구원병 (2012)
- 방향지성전기 (2011)
- 치명청간 (2011)
- 미려밀령 (2010)
- 당백호점추향 2 - 사대제자 (2010)
- 담배연기 속에 피는 사랑 (2010)
- 이소룡전 (2010)
- 가유희사 2009 (2009)
- 나의 아내는 도박의 달인 (2008)
- 사랑의 연대기 (2008)
- 인재강호 (2007)
- 미녀식신 (2007)
- 심상사성 (2007)
- 역고력고대대팽 (2007)
- 대전영 2.0 - 량개사과적황당사 (2007)
- 대장부 2 (2006)
- 용감위 2 - 지황모낭낭니 (2005)
- 첨사사 (2004)
- 묵두선생 (2004)
- 미지의 여인에게서 온 편지 (2004)
- 아요주 모델 (2004)
- 귀마광상곡 (2004)
- 안나여무림 (2003)
- 용감위 2003 (2003)
- 대장부 (2003)
- 포제녀붕우 (2003)
- 천방지축 (2003) - 황제 역
- 썸머 드림 (2002)
- 침변흉령 (2002)
- 건시열화 (2002)
- 당남인변성여인 (2002)
- 별련 (2001)
- 유령인간 (2001)
- 욕망지성 (2001)
- 옥녀첨정 (2001)
- 칠호차관 (2001)
- 정녀차관 (2001)
- 발렌타인 데이 (2001)
- 매흉박인 : 너는 찍고 나는 쏘고 (2001)
- 엑시덴탈 스파이 (2001)
- 소근당남 (2000)
- 산촌노시 3 - 악령전신 (2000)
- Q기연인 (2000)
- 자종타래요 (2000)
- 발광석두 (2000)
- 정함백악문 (2000)
- 젠 엑스 캅 2 : 젠 와이 캅 (2000)
- 소친친 (2000)
- 생사권속 (2000)
- 음차양착 (1999)
- 생명기잉1소시 (1999)
- 의신 (1999)
- 반지연 (1999)
- 추흉이십년 (1998)
- 대부기대이 (1998)
- 양개대도 (1998)
- 미소년지련 (1998)
- 구성보희 (1998)
- 음양로 4 - 여귀동행 (1998)
- 애정 - Amoeba (1997)
- 야반삼점종 (1997)
- 오인자제 (1997)
- 정장난형난제 (1997)
- 음양로 2 - 아재니좌우 (1997)
- 당성선생 (1997)
- 넘버 원이 되는 법 (1997)
- 산사초 (1997)
- 도신3 : 소년도신 (1997)
- 정패향초구락부 (1996)
- 인간색상 (1996)
- 거배! 차 Fit 인병단 (1996)
- 백분백암필 (1996)
- 괴담협회 (1996)
- 천애해각 : 영원한 사랑 (1996)
- 007 북경특급 2 (1996)
- 노화가두 (1996)
- 산수유상봉 (1995)
- 창업완가 (1995)
- 정천벽력지하집대결국 (1993)
- 천장지구 2 (1992)
- 살수호접몽 (1989)